# Trichomachimus rufus
Trichomachimus rufus là một loài ruồi trong họ Asilidae. Trichomachimus rufus được Shi miêu tả năm 1992. Loài này phân bố ở vùng Cổ Bắc giới và châu Á.